# Thék Endre

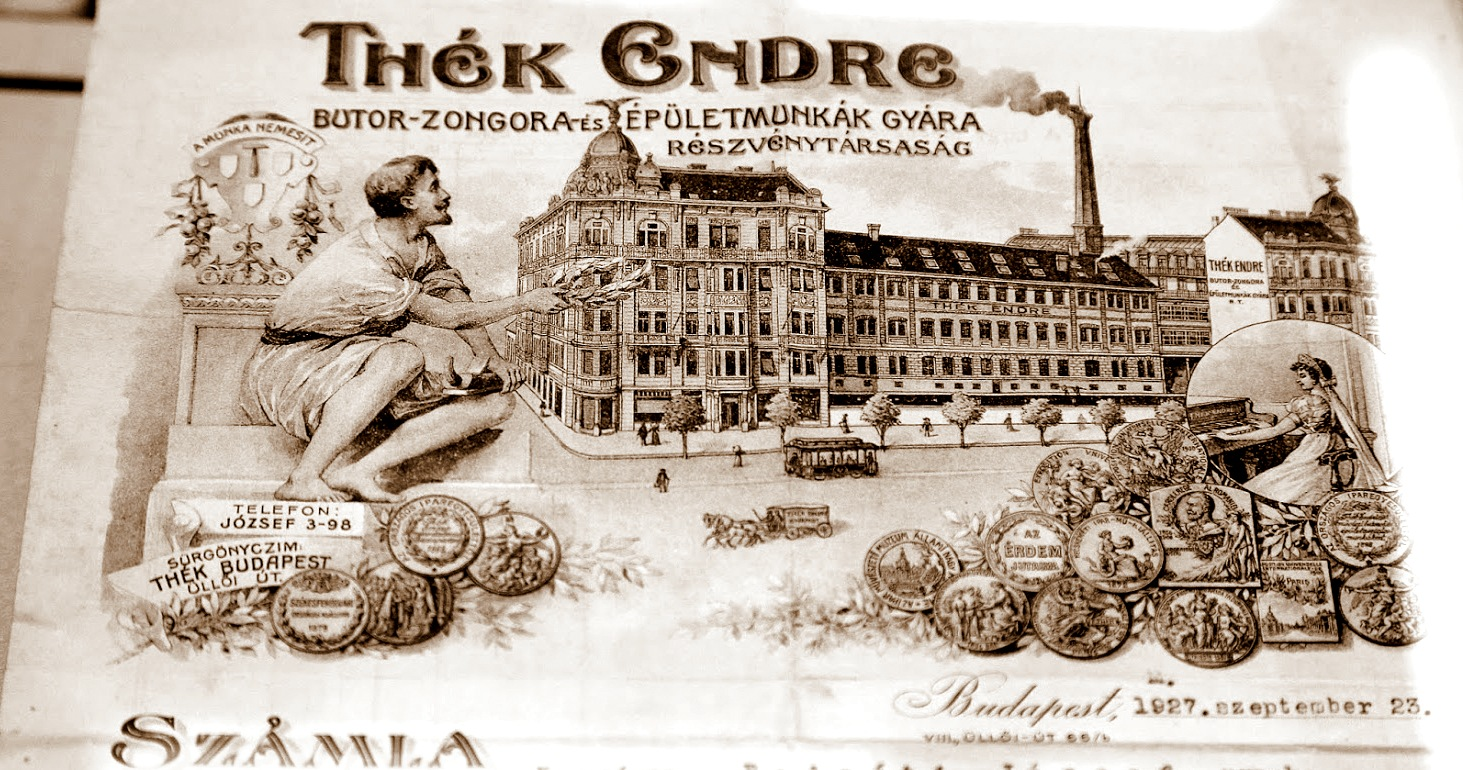
Az Üllői úti bútorgyár egy számlája

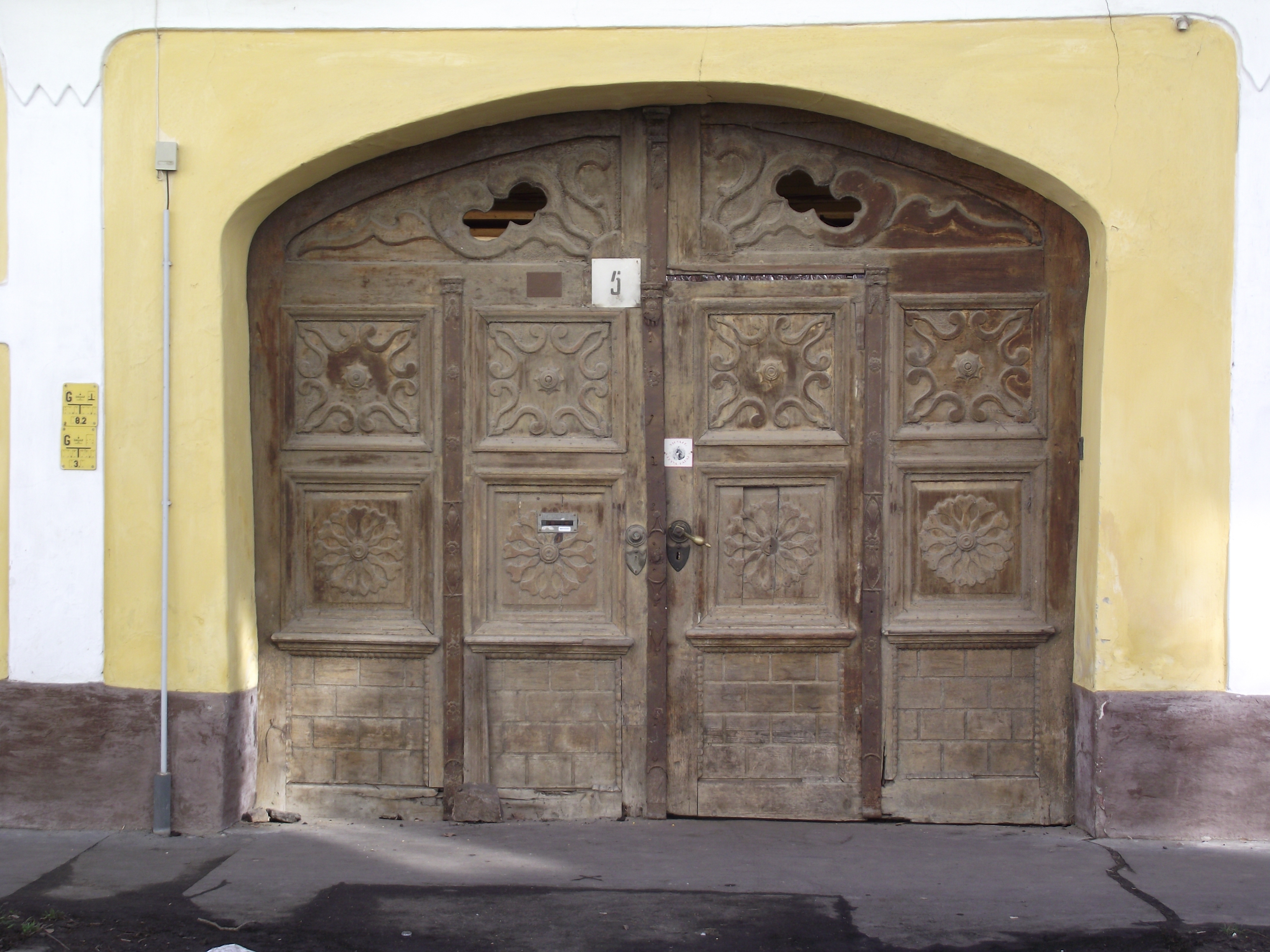
Kapu az orosházi Vörösmarty utcában, állítólag Thék inaskori munkája

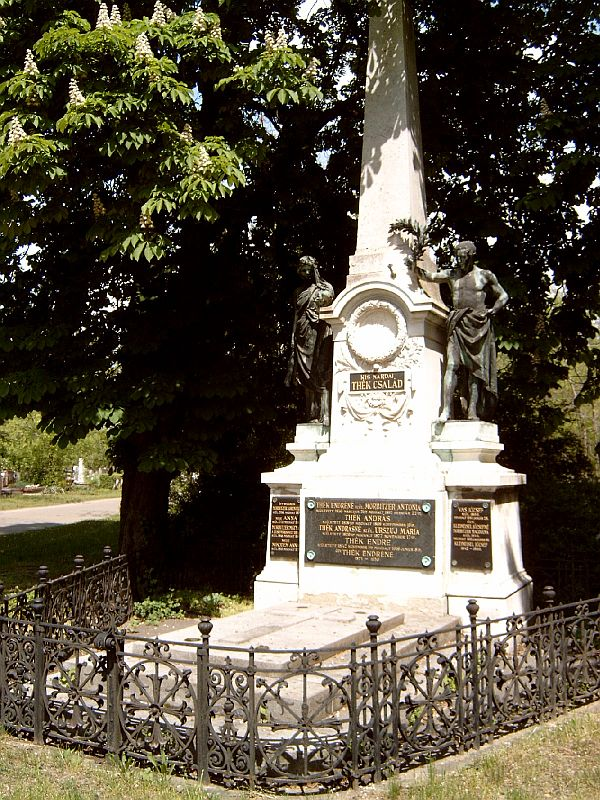
Thék Endre sírja Budapesten. Új köztemető: 30-körönd-1. (A bal oldali szobor jelenleg nincs a síron)

Thék Endre (Orosháza, 1842. november 3. – Balatonfüred, 1919. június 8.) asztalosmester, bútor- és zongoragyáros, az első hazai bútorgyár alapítója, a magyar nagyüzemi bútorgyártás megteremtője.

## Élete
Thék Endre nemes Thék András és Urszuly Mária gyermekeként a család negyedik generációs iparos tagja. Első feleségével, Morbitzer Antóniával Pesten kötött házasságot 1872-ben. 20 évi házasságuk alatt gyermekük nem született, s az asszony 1892-ben váratlanul meghalt. Thék 1901-ben nősült újra, ekkor Kleineisel Ilonát vette el, de utód ebből a házasságból sem született.
Thék Endrének a magyarországi Tanácsköztársaság nehéz időket hozott. Munkásai már 1918 decemberében ellenőrzésük alá vették a gyárát, el kellett hagynia a fővárost. Az amúgy is idős, betegeskedő ember Balatonfüreden főbe lőtte magát 1919. június 8-án. A budapesti Új köztemetőben ma is álló családi sírboltba csak a kommün bukása után temethették el. Második felesége jóval túlélte, 1950-ben hunyt el.

## Munkássága
Thék Endrét 13 évesen (1855) tanoncnak szerződtették Daubner Pál orosházi asztalosmesterhez. 1859-ben szabadult fel, ekkor kezdhette meg a céhlegények kötelező vándorlását az Osztrák Birodalom területén. Később mint asztalosmester hosszabb időt töltött külföldön (Bécs, München, Párizs) a műbútorgyártás tanulmányozásával. 1867 után tért vissza Magyarországra. 1872-ben Pesten a Józsefvárosban megnyitotta asztalosműhelyét, melyet később gőzgéppel is felszerelt. Megvásárolta az Üllői út és a mai Leonardo da Vinci utca sarkán álló Tauszig-bútorgyárat. Gyára 1885-re Magyarország legnagyobb és legjobban gépesített bútorgyára lett. Historizáló-eklektikus munkái a korszak számos reprezentatív új épületében (Operaház, Parlament, Károlyi István palotája, a Wenckheim-palota, a Tőzsde és a Kúria) megjelennek. A múltidéző munkái közül a legjelentősebbnek a Hauszmann Alajos által átépített budavári Palota berendezését tartotta. Ő készítette el a neoromán stílusban megalkotott Szent István-termet gazdag fali dekorációival, román stílusú bútorzatával. Ezeket a bútorokat 1900-ban a párizsi világkiállításon is bemutatták. Ezekben a nagyszabású feladatokban a gyár kivitelező volt, az építészek által elkészített tervek alapján dolgozott.
A magyar iparművészet számon tartja gróf Andrássy Tivadar budai villájának ebédlőberendezését, amelyet a Thék-bútorgyár kivitelezett. Az ebédlő belsőépítész-tervezője a festő Rippl-Rónai József volt, aki nemcsak a bútorokat, a kerámia- és üvegtárgyakat, a kárpitokat és az üvegablakokat is megtervezte. Így lett az Andrássy-palota a magyar szecessziós művészet kiemelkedő alkotása.
Thék Endre az 1890-es években kibővítette gyárát, és zongoragyártásra is berendezkedett. Orosházán tanoncotthont alapított, alelnöke volt az Országos Ipartestületnek és a Budapesti Kereskedelmi és Iparkamarának.
Vagyonából a Hont vármegyei Lontó községben 1896-ban vásárolt palotát magának, majd „művészi ízléssel restaurálta a régi épületet, meghagyván annak eredeti, érdekes jellegét. Thék kastélyában gazdag könyvtár van. A kastély termeit Zsigmond és Mátyás királyok korabeli kőfaragványok és festmények, továbbá régi velencei műtárgyak, Mária Terézia korabeli kőszobrok díszítik. Thék számos történelmi emlékű kő- és bronztárgyat őriz itt a török világból is, valamint régi fegyvereket is, a melyek részben a régi királyi várból kerültek ide” – írja a Borovszky-féle Hont vármegyei monográfia.

## Emlékezete
- Thék Endréről Orosházán még életében, 1913-ban utcát neveztek el.
- Budapesten 1928-ban keresztelték át az addigi Óriás utcát (ahol gyára és lakóháza is állt) Thék Endre utcára.
- 1930-ban az Országos Iparegyesület és a Kereskedelmi Iparkamara Thék-emlékérmet bocsátott ki (Telcs Ede munkája)
- 1930-ban Budapest székesfőváros emléktáblával jelölte meg lakóházát (Üllői út 66/c). 1952-ben a táblát eltávolították, a Thék Endre utca pedig Leonardo da Vinci nevét kapta.
- Jelenleg a IX. kerületben, a Művészetek Palotája melletti egyik sétány őrzi Thék nevét.
- 2009-ben Orosházán létrehozták a Thék Endre-díjat.